# 제4차 요시다 내각
제4차 요시다 내각(일본어: 第4次吉田内閣)은  요시다 시게루가 제50대 내각총리대신으로 임명되어, 1952년 10월 30일부터 1953년 5월 21일까지 존재한 일본의 내각이다.

## 재직 기간
- 1952년(쇼와 27년) 10월 30일 ~ 1953년(쇼와 28년) 5월 21일
- 재직 일수 : 136일

## 각료
- 내각총리대신 - 요시다 시게루
- 국무대신 - 오가타 다케토라
  - (부총리는 1952년 11월 28일 ~ )
- 법무대신 - 이누카이 다케루
- 외무대신 - 오카자키 가쓰오
- 대장대신 - 무카이 다다하루
- 문부대신 - 오카노 기요히데
- 후생대신 - 야마가타 가쓰미
- 농림대신 - 오가사와라 산쿠로 / 히로카와 고젠(1952년 12월 5일 ~ ) / 다고 가즈타미(1953년 3월 3일 ~ )
- 통상산업대신 - 이케다 하야토 / 오가사와라 산쿠로(겸무, 1952년 11월 29일 ~ ) / 오가사와라 산쿠로(재사령, 1952년 12월 5일 ~ )
- 운수대신 - 이시이 미쓰지로
- 우정대신 - 다카세 소타로
- 노동대신 - 도쓰카 구이치로
- 건설대신 - 사토 에이사쿠 / 도쓰카 구이치로(겸무, 1953년 2월 10일 ~ )
- 행정관리청 장관 - 혼다 이치로
- 자치청 장관 - 혼다 이치로(겸무)
- 보안청 장관 - 기무라 도쿠타로
- 경제심의청 장관 - 이케다 하야토(겸무) / 오가사와라 산쿠로(겸무, 1952년 11월 29일 ~ ) / 미즈타 미키오(1953년 3월 3일 ~ )
- 홋카이도 개발청 장관 - 사토 에이사쿠(겸무) / 도쓰카 구이치로(겸무, 1953년 2월 10일 ~ )
- 국무대신 - 오노기 히데지로
- 국무대신 - 하야시야 가메지로
- 내각관방장관 - 오가타 다케토라(국무대신 겸무) / 후쿠나가 겐지(1953년 3월 24일 ~ )
  - 법제국 장관 - 사토 다쓰오
  - 내각관방부장관 - 간노 요시마루( ~ 1953년 3월 23일) / 다나카 후와조(1953년 3월 28일 ~ )
  - 내각관방부장관 - 에구치 미토루

## 정무 차관
1952년 11월 10일 임명.
- 법무 정무 차관 - 오시타니 도미조
- 외무 정무 차관 - 나카무라 고하치
- 대장 정무 차관 - 아이치 기이치
- 문부 정무 차관 - 히로세 요헤에
- 후생 정무 차관 - 오치 시게루( ~ 1953년 3월 3일) / 간케 기로쿠(1953년 3월 11일 ~ )
- 농림 정무 차관 - 마쓰우라 도스케( ~ 1953년 3월 3일) / 시노다 고사쿠(1953년 3월 5일 ~ )
- 통상 산업 정무 차관 - 고다이라 히사오
- 운수 정무 차관 - 기무라 고헤이
- 우정 정무 차관 - 히라이 기이치
- 노동 정무 차관 - 후쿠다 하지메
- 건설 정무 차관 - 미이케 마코토( ~ 1953년 5월 14일)
- 행정 관리 정무 차관 - 나카가와 고헤이
- 자치 정무 차관 - 스즈키 젠코
- 보안 정무 차관 - 오카다 고로
- 경제 심의 정무 차관 - 오가와 헤이지
- 홋카이도 개발 정무 차관 - 아오야마 쇼이치

## 참고 문헌
- 하타 이쿠히코 편 《일본 관료제 종합 사전 : 1868 ~ 2000》(도쿄 대학 출판회, 2001년)